# Summer Rain
Pour plus de détails, voir Fiche technique et Distribution.
Summer Rain (El camino de los ingleses) est un film espagnol réalisé par Antonio Banderas, sorti en 2006.

## Synopsis
En 1978 à Malaga, Miguelito Dávila est un adolescent souffrant d'une affection des reins. Quand il est à l'hôpital pour son traitement, il lit de la poésie, notamment la Divine Comédie de Dante Alighieri. Un été, alors qu'il traine avec ses amis, il rencontre Luli à la piscine et ils commencent à sortir ensemble.

## Fiche technique
- Titre : Summer Rain
- Titre original : El camino de los ingleses
- Réalisation : Antonio Banderas
- Scénario : Antonio Soler d'après son roman
- Musique : Antonio Meliveo
- Photographie : Xavi Giménez
- Montage : Mercedes Alted
- Production : Antonio Banderas
- Société de production : Green Moon Productions, Sogecine, Future Films, A Film Location Company et De Palacio Films
- Société de distribution : Surreal Films (France)
- Pays :  Espagne,  Royaume-Uni et  États-Unis
- Genre : Drame, romance et historique
- Durée : 118 minutes
- Dates de sortie : 
  -  Espagne : 1er décembre 2006

## Distribution
- Alberto Amarilla : Miguelito
- María Ruiz : Luli
- Félix Gómez : Paco
- Raúl Arévalo : Babirusa
- Fran Perea : El Garganta
- Marta Nieto : La Cuerpo
- Mario Casas : Moratalla
- Antonio Garrido : Cardona
- Berta de la Dehesa : La Gorda de la Cala
- Victor Perez : González Cortés
- Cuca Escribano : Fina
- Lucio Romero : Abuelo
- Romay Rodríguez : Rafi
- Pepa Aniorte : Fonseca
- Helen Rasmussen : Rubia
- Juan Diego : Don Alfredo
- Victoria Abril : Mme. del Casco Cartaginés
- Antonio Zafra : Enano Martínez
- Sole Palmero : Adoración
- Pepa Acosta : Encarnita
- Miguel Guardiola : Manuel
- Monti Cruz : Picadi
- Alberto González : Ventura Díaz
- Juan Carlos Montilla : Jeremias
- María Ventura : Belita
- Thomé Araujo : Cubano
- Hugo Ouxe : Michael
- Victoria Mora : Mujer Don Alfredo

## Distinctions
Le film a été nommé pour deux prix Goya.